# Desmoclystia luridifascia
Desmoclystia luridifascia är en fjärilsart som beskrevs av Louis Beethoven Prout 1941. Desmoclystia luridifascia ingår i släktet Desmoclystia och familjen mätare. Inga underarter finns listade i Catalogue of Life.